# Олімпік Нуазі-ле-Сек
«Олімпік Нуазі-ле-Сек» (фр. Olympique Noisy-le-Sec) — французька футбольна команда, яка базується в Нуазі-ле-Сек. Клуб був заснований у 1943 році. З 1997 по 2002 рік команда грала у третьому французькому дивізіоні.